# Leuenbergeria zinniiflora
Leuenbergeria zinniiflora ist eine Pflanzenart in der Gattung Leuenbergeria aus der Familie der Kakteengewächse (Cactaceae). Das Artepitheton zinniiflora leitet sich vom Namen der Gattung Zinnia sowie dem lateinischen Wort -florus für ‚-blütig‘ ab. Spanische Trivialnamen sind „Abrojo“ und „Erizo“.

## Beschreibung
Leuenbergeria zinniiflora wächst baumförmig oder strauchig und erreicht Wuchshöhen von 4 bis 6 Meter. Der braune, glatte oder längsrissige Stamm weist einen Durchmesser von bis zu 25 Zentimeter auf. Die schmal elliptische oder eiförmige Blattspreite der Laubblätter ist 1 bis 4 Zentimeter lang sowie 1 bis 1,5 Zentimeter breit und in der Mitte am breitesten. Die fiederförmige Nervatur der Blattspreite weist zwei bis drei undeutliche Seitennerven auf. Die Mittelrippe steht an der Blattunterseite hervor. Die Areolen sind mit auffälliger, rostbrauner Wolle besetzt. An den Zweigen sind je Areole bis zu fünf Dornen vorhanden, die 0,7 bis 3 Zentimeter lang sind. Am Stamm werden je Areole 30 bis 80 Dornen ausgebildet, die eine Länge von 2 bis 3 Zentimeter aufweisen.
Die rosafarbenen bis etwas rötlichen, eingeschlechtigen Blüten erscheinen einzeln und erreichen einen Durchmesser von 3 bis 4 Zentimeter. Die niedergedrückt kugelförmigen Früchte weisen einen Durchmesser von 1,4 bis 2 Zentimeter auf.

## Verbreitung, Systematik und Gefährdung
Leuenbergeria zinniiflora ist im Süden und Südwesten Kubas im Tiefland verbreitet.
Die Erstbeschreibung erfolgte 1828 durch Augustin-Pyrame de Candolle. Joël Lodé stellte die Art 2012 in die Gattung Leuenbergeria. Ein weiteres nomenklatorisches Synonym ist Rhodocactus zinniiflorus (DC.) F.M.Knuth (1936).
In der Roten Liste gefährdeter Arten der IUCN wird die Art als „Vulnerable (VU)“, d. h. als gefährdet geführt.

## Nachweise